# Timothy Weah
Timothy Tarpeh Weah (Brooklyn, Nueva York, 22 de febrero de 2000), también conocido como Tim Weah, es un futbolista estadounidense de origen liberiano que juega como centrocampista o delantero en el Olympique de Marsella de la Ligue 1.
Es hijo del exfutbolista y expresidente de la República de Liberia, George Weah.

## Trayectoria

### Paris Saint-Germain F. C.
El 3 de julio de 2017 firmó un contrato profesional de tres años con el Paris Saint-Germain F. C., incorporándose al club en el que había jugado su padre en los años 90. Pasó la mayor parte de la temporada con el equipo B en el Championnat National 2 y con el equipo sub-19 en la Liga Juvenil de la UEFA.
Fue llamado a la plantilla del primer equipo para un partido de la Ligue 1 contra el E. S. Troyes A. C. el 3 de marzo de 2018, mientras que los delanteros titulares del club descansaron para un próximo partido de la Liga de Campeones. Entró como suplente en el minuto 79 del partido y tuvo una oportunidad de gol en el tiempo de descuento que fue salvada por el portero del Troyes. Fue titular por primera vez con en el empate por 0-0 contra el S. M. Caen en la última jornada de la Ligue 1. Marcó su primer gol con el PSG durante la victoria por 4-0 contra el A. S. Monaco F. C. en la Supercopa de Francia el 4 de agosto de 2018. Marcó su primer gol en la liga una semana más tarde, en el primer partido de la temporada del club en la victoria por 3-0 contra el Caen.

### Celtic F. C.
Se unió al Celtic F. C. en un acuerdo de préstamo de seis meses el 7 de enero de 2019, y dijo que estaba "enamorado" del club. Debutó el 19 de enero como sustituto de Scott Sinclair en el minuto 69 en un partido de la cuarta ronda de la Copa de Escocia en casa ante el Airdrieonians F. C. y marcó en la victoria por 3-0. Su segundo gol con el Celtic, y su primero en la liga, llegó en la victoria por 4-0 contra el St. Mirren el 23 de enero de 2019. En febrero de 2019 fue incorporado a la plantilla del Celtic en la Liga Europa de la UEFA. Con el Celtic ganó la Scottish Premiership y el equipo llegó a la final de la Copa de Escocia. Su cesión en el Celtic fue rescindida anticipadamente por el club en mayo de 2019 después de que fuera seleccionado para la selección de Estados Unidos para el Mundial Sub-20, lo que le hizo perderse la final de la Copa de Escocia.

### Lille O. S. C.
El 29 de junio de 2019 el Lille O. S. C. hizo oficial su fichaje para las siguientes cinco temporadas.

## Selección nacional
Hizo su debut en la selección absoluta estadounidense en un amistoso que terminó en victoria 1-0 ante Paraguay el 27 de marzo de 2018, ingresando al partido como sustituto del debutante Marco Antonio Delgado en el minuto 86. Fue el primer jugador nacido en la década de 2000 en jugar para los Estados Unidos. Durante un amistoso ante Bolivia el 28 de mayo de 2018 marcó su primer gol, anotación que convirtió a Weah en el cuarto jugador más joven en anotar para Estados Unidos por delante de Josh Sargent, que marcó antes en el partido.

### Goles internacionales
| Goles internacionales con Estados Unidos | Goles internacionales con Estados Unidos | Goles internacionales con Estados Unidos | Goles internacionales con Estados Unidos | Goles internacionales con Estados Unidos | Goles internacionales con Estados Unidos | Goles internacionales con Estados Unidos | Goles internacionales con Estados Unidos |
| #                                        | Fecha                                    | Estadio                                  | Rival                                    | Gol                                      | Resultado                                | Competición                              |                                          |
| ---------------------------------------- | ---------------------------------------- | ---------------------------------------- | ---------------------------------------- | ---------------------------------------- | ---------------------------------------- | ---------------------------------------- | ---------------------------------------- |
| 1.                                       | 29 de mayo de 2018                       | Subaru Park, Chester, Estados Unidos     | Bolivia                                  | 3-0                                      | 3-0                                      | Amistoso                                 |                                          |
| 2.                                       | 16 de noviembre de 2021                  | Independence Park, Kingston, Jamaica     | Jamaica                                  | 0-1                                      | 1-1                                      | Clasificación Mundial 2022               |                                          |
| 3.                                       | 2 de junio de 2022                       | TQL Stadium, Cincinnati, Estados Unidos  | Marruecos                                | 2-0                                      | 3-0                                      | Amistoso                                 |                                          |
| 4.                                       | 21 de noviembre de 2022                  | Ahmad bin Ali Stadium, Rayán, Catar      | Gales                                    | 1-0                                      | 1-1                                      | Mundial 2022                             |                                          |

## Estadísticas

### Clubes
Actualizado de acuerdo al último partido jugado el 18 de junio de 2025.
| Club                          | Div.          | Temporada     | Liga nacional | Liga nacional | Liga nacional | Copas nacionales | Copas nacionales | Copas nacionales | Torneos internacionales | Torneos internacionales | Torneos internacionales | Total | Total | Total  | Media goleadora |
| Club                          | Div.          | Temporada     | Part.         | Goles         | Asist.        | Part.            | Goles            | Asist.           | Part.                   | Goles                   | Asist.                  | Part. | Goles | Asist. | Media goleadora |
| ----------------------------- | ------------- | ------------- | ------------- | ------------- | ------------- | ---------------- | ---------------- | ---------------- | ----------------------- | ----------------------- | ----------------------- | ----- | ----- | ------ | --------------- |
| Paris Saint-Germain Francia   | 1.ª           | 2017-18       | 3             | 0             | 0             | 0                | 0                | 0                | 0                       | 0                       | 0                       | 3     | 0     | 0      | 0               |
| Paris Saint-Germain Francia   | 1.ª           | 2018-19       | 2             | 1             | 0             | 1                | 1                | 0                | 0                       | 0                       | 0                       | 3     | 2     | 0      | 0.67            |
| Paris Saint-Germain Francia   | Total club    | Total club    | 5             | 1             | 0             | 1                | 1                | 0                | 0                       | 0                       | 0                       | 6     | 2     | 0      | 0.33            |
| Celtic F. C. Escocia          | 1.ª           | 2018-19       | 13            | 3             | 1             | 3                | 1                | 0                | 1                       | 0                       | 0                       | 17    | 4     | 1      | 0.24            |
| Celtic F. C. Escocia          | Total club    | Total club    | 13            | 3             | 1             | 3                | 1                | 0                | 1                       | 0                       | 0                       | 17    | 4     | 1      | 0.24            |
| Lille O. S. C. Francia        | 1.ª           | 2019-20       | 3             | 0             | 0             | 0                | 0                | 0                | 0                       | 0                       | 0                       | 3     | 0     | 0      | 0               |
| Lille O. S. C. Francia        | 1.ª           | 2020-21       | 28            | 3             | 0             | 3                | 0                | 0                | 6                       | 2                       | 1                       | 37    | 5     | 1      | 0.14            |
| Lille O. S. C. Francia        | 1.ª           | 2021-22       | 29            | 3             | 4             | 1                | 0                | 0                | 5                       | 0                       | 0                       | 35    | 3     | 4      | 0.09            |
| Lille O. S. C. Francia        | 1.ª           | 2022-23       | 29            | 0             | 2             | 3                | 0                | 0                | ―                       | ―                       | ―                       | 32    | 0     | 2      | 0               |
| Lille O. S. C. Francia        | Total club    | Total club    | 89            | 6             | 6             | 7                | 0                | 0                | 11                      | 2                       | 1                       | 107   | 8     | 7      | 0.07            |
| Juventus F. C. · Italia       | 1.ª           | 2023-24       | 30            | 0             | 1             | 5                | 1                | 1                | —                       | —                       | —                       | 35    | 1     | 2      | 0.03            |
| Juventus F. C. · Italia       | 1.ª           | 2024-25       | 30            | 5             | 2             | 3                | 0                | 0                | 10                      | 1                       | 1                       | 43    | 6     | 3      | 0.14            |
| Juventus F. C. · Italia       | Total club    | Total club    | 60            | 5             | 3             | 8                | 1                | 1                | 10                      | 1                       | 1                       | 78    | 7     | 5      | 0.09            |
| Olympique de Marsella Francia | 1.ª           | 2025-26       | 0             | 0             | 0             | 0                | 0                | 0                | 0                       | 0                       | 0                       | 0     | 0     | 0      | 0               |
| Olympique de Marsella Francia | Total club    | Total club    | 0             | 0             | 0             | 0                | 0                | 0                | 0                       | 0                       | 0                       | 0     | 0     | 0      | 0               |
| Total carrera                 | Total carrera | Total carrera | 167           | 15            | 10            | 19               | 3                | 1                | 22                      | 3                       | 2                       | 208   | 21    | 13     | 0.1             |
| 1. 2.                         |               |               |               |               |               |                  |                  |                  |                         |                         |                         |       |       |        |                 |

### Resumen estadístico
| Competición              | Partidos | Goles | Media goleadora |
| ------------------------ | -------- | ----- | --------------- |
| Primera división         | 20       | 4     | 0.2             |
| Copas nacionales         | 4        | 2     | 0.5             |
| Copas internacionales    | 1        | 0     | 0               |
| Selección estadounidense | 8        | 1     | 0.13            |
| Total                    | 33       | 7     | 0.21            |

Estadísticas hasta el 4 de diciembre de 2019.

## Palmarés

### Títulos nacionales
| Título               | Club                | País    | Año  |
| -------------------- | ------------------- | ------- | ---- |
| Ligue 1              | Paris Saint-Germain | Francia | 2018 |
| Supercopa de Francia | Paris Saint-Germain | Francia | 2018 |
| Ligue 1              | Paris Saint-Germain | Francia | 2019 |
| Scottish Premiership | Celtic F. C.        | Escocia | 2019 |
| Copa de Escocia      | Celtic F. C.        | Escocia | 2019 |
| Ligue 1              | Lille O. S. C.      | Francia | 2021 |
| Supercopa de Francia | Lille O. S. C.      | Francia | 2021 |
| Copa Italia          | Juventus F. C.      | Italia  | 2024 |

### Títulos internacionales
| Título                          | Club (*)                    | Sede           | Año  |
| ------------------------------- | --------------------------- | -------------- | ---- |
| Liga de Naciones de la Concacaf | Selección de Estados Unidos | Estados Unidos | 2020 |
| Liga de Naciones de la Concacaf | Selección de Estados Unidos | Estados Unidos | 2023 |
| Liga de Naciones de la Concacaf | Selección de Estados Unidos | Estados Unidos | 2024 |

(*) Incluyendo la selección.